# Obor

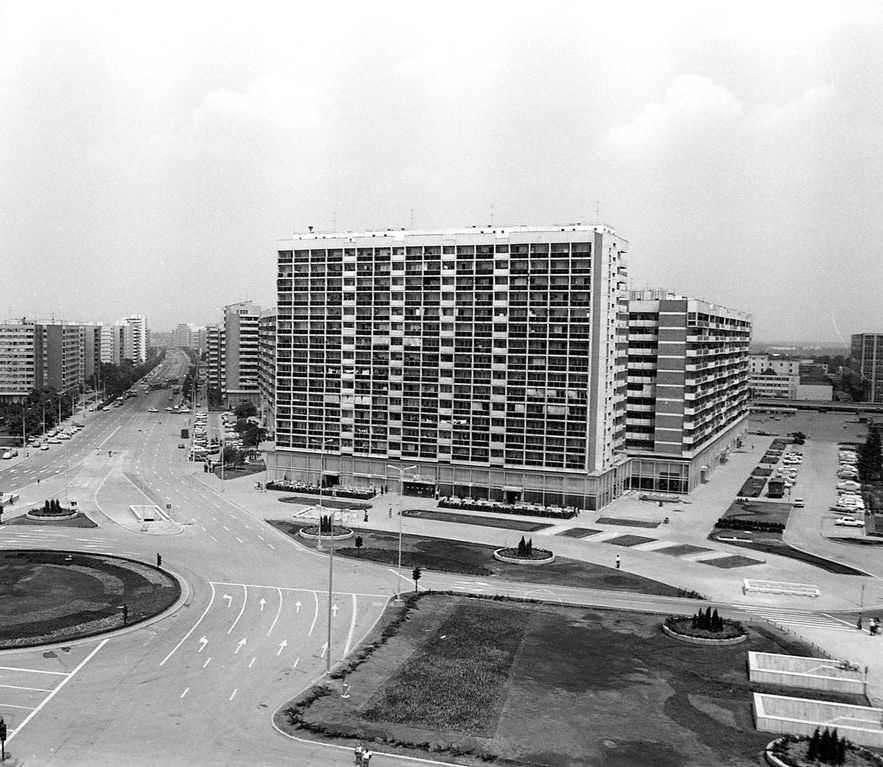
ALMO (ansamblul de locuințe și magazinul Obor) și intersecția Șoselei Mihai Bravu cu Calea Moșilor și Șoseaua Colentina, în iunie 1979, atunci ALMO fiind nou

Obor este o piață situată în sectorul 2 al Bucureștiului. Vechea piață, desființată în august 2007, a fost cea mai mare, dar și una dintre cele mai vechi piețe agroalimentare din Europa de Est. În locul vechii piețe a fost construita o nouă piață.

## Elemente de istorie a locului
Prima atestare documentară a Pieței Obor datează din secolul al XVII-lea, când este pomenită în actele Mănăstirii Stelea sub denumirea de „Târgul de Afară”, numit și „Oborul” sau „Oborul de vite”.
În secolele XVII-XVIII, în piața Obor se desfășurau execuțiile condamnaților la moarte prin spânzurare. Execuțiile publice în zilele de târg au fost interzise de domnitorul Grigore Ghica în 1823, dar spânzurătoarea a rămas neatinsă până în 1870, când a fost demontată. În anul 1877 în Piața Obor, pe locul spânzurătorii, negustorii care-și vindeau acolo marfa au ridicat o cruce de piatră, numită „Crucea negustorilor”, spre a sfinți acel loc. Crucea de piatră, care „s-au făcutu prin buna voință și cheltuiala lui Marin Ștefan (Bursan)”, aflată la intersecția șoselei Pantelimon cu str. Chiristigii era înscrisă în Lista Monumentelor Istorice din 2004, cu cod LMI B-IV-m-B-20112. În 2009, pentru a face loc proiectului de reamenajare a pieții, primarul Neculai Onțanu a dispus, fără niciun aviz de la Ministerul Culturii, mutarea crucii în fața Primăriei sectorului 2 și a rebotezat-o „Crucea independenței”. Încercarea de curățare a crucii cu materiale improprii a deteriorat grav suprafața acesteia.

## Halele Centrale Obor
Construcția Halelor centrale Obor a început în octombrie 1936 după proiectul arhitecților Octav Doicescu, Ion Fonescu și Dan Iovănescu, execuția aparținând antreprizei ing. S. Neicu și uzinelor Reșita. După demisia lui Octav Doicescu, lucrarea a fost preluată de arhitectul Horia Creangă.
Proiectul final al clădirii ce adăpostea Halele Obor aparține arhitecților români Horia Creangă și Haralamb Georgescu, încadrându-se stilistic în modernism. Demararea construcției a avut loc în anul 1936, aplicându-se o soluție constructivă tehnică originală: structura era din oțel sudat învelit cu beton poros, fundațiile erau din beton iar scheletul de oțel.
Lângă șantierul Halelor Centrale Obor a fost deschisă în 1938 Piața agroalimentară Obor.
Horia Creangă a proiectat hala cu un volum unic 280x150m și înălțimea de 16,4 m. În septembrie 1941, după montarea scheletului metalic, lucrările au fost sistate din lipsă de fonduri, dar au fost reluate în anul 1942 cu câteva modificări față de proiectul original, hala fiind redusă la 159x70m. Construcția a fost inaugurată în 1950.
Clădirea se afla pe Lista Monumentelor Istorice din 2004, cu cod LMI B-II-m-B-19947, purtând titulatura „Halele Centrale Obor”.

## Noua clădire a pieței
Când Consiliul Local al Sectorului 2 a decis în 2006 să ridice o nouă piață, suprafața pieței Obor acoperea circa 9.000 m² de tarabe și circa 2.000 m² de magazine improvizate.
Pe locul fostei piețe Obor a fost ridicată o clădire cu subsol, parter și două etaje care a fost deschisă la data de 2 octombrie 2010, în prima zi din „Luna Recoltei”.
Clădirea include un subsol cu parcare (suprafață de 5.400 mp, capacitate de 187 locuri), parter pentru piața agroalimentară propriu-zisă (3.909 mp), etajele 1 și 2, pentru magazinele de produse alimentare și de uz gospodăresc (câte 5.000 mp), plus platforma exterioară cu spații de parcare pentru cumpărători (patru parcări supraterane cu o capacitate totală de 364 de locuri.) și pentru autovehiculele de aprovizionare (24 de locuri).
Proiectarea și construcția noii piețe au costat peste 14 milioane de euro, iar lucrările au fost făcute în parteneriat public-privat, de un consorțiu format din firmele Practic, Procema, Băneasa Investment și Comnord, în spatele cărora sunt oamenii de afaceri Radu Dimofte, Andrei Bejenaru, Gabriel Popoviciu și Sorin Crețeanu.